# París-Roubaix
|  | Aquest article és sobre la competició masculina. Per a la competició femenina, vegeu Paris-Roubaix Femmes |

La París-Roubaix és una cursa ciclista que es disputa a França des de 1896, quan fou creada per Théodore Vienne poc després de l'obertura del nou velòdrom de Roubaix. És, possiblement, la clàssica d'un dia més famosa i se la coneix com la Reina de les Clàssiques o L'infern del nord a causa de la duresa dels trams de llambordes, el fang, el fred i la pluja.
Des de la seva creació, només la Primera i Segona Guerres Mundials i la pandèmia de COVID-19 han impedit que es disputés la competició, sempre organitzada durant els mesos de març o abril.
Actualment, Amaury Sport Organisation ostenta els drets d'organitzar-la el segon diumenge d'abril. Sol tenir una distància al voltant dels 260 km i es caracteritza pels diferents trams de llambordes, entre els quals destaquen La Trouée d'Arenberg (km 166),  Mons-en-Pévèle (km 213) i Le Carrefour de l'Arbre (km 244). L'any 1968 la sortida es traslladà de París a Compiègne; però sempre finalitza al velòdrom de Roubaix. És una de les deu clàssiques que formaven la Copa del Món de ciclisme, passant posteriorment a formar part del calendari UCI ProTour. El vencedor rep un trofeu que representa una llamborda.
La carrera és molt prestigiosa, com ho confirma la presència al palmarès de la cursa del primer vencedor del Tour de França, Maurice Garin (1897, 1898), dels cèlebres Fausto Coppi (1950) i Louison Bobet (1956), i de dos quíntuples vencedors del Tour, Eddy Merckx (1968, 1970, 1973) i Bernard Hinault (1981). El rècord de victòries, amb quatre, és pels belgues Roger de Vlaeminck (1972, 1974, 1975 i 1977) i Tom Boonen (2005, 2008, 2009 i 2012). El rècord de victòries consecutives és pel francès Octave Lapize (1909, 1910 i 1911), l'italià Francesco Moser (1978, 1979, 1980) i el neerlandès Mathieu van der Poel (2023, 2024 i 2025).
La París-Roubaix és, amb la Milà-Sanremo, el Tour de Flandes, la Lieja-Bastogne-Lieja i la Volta a Llombardia, un dels cinc «monuments del ciclisme».

## Principals dificultats

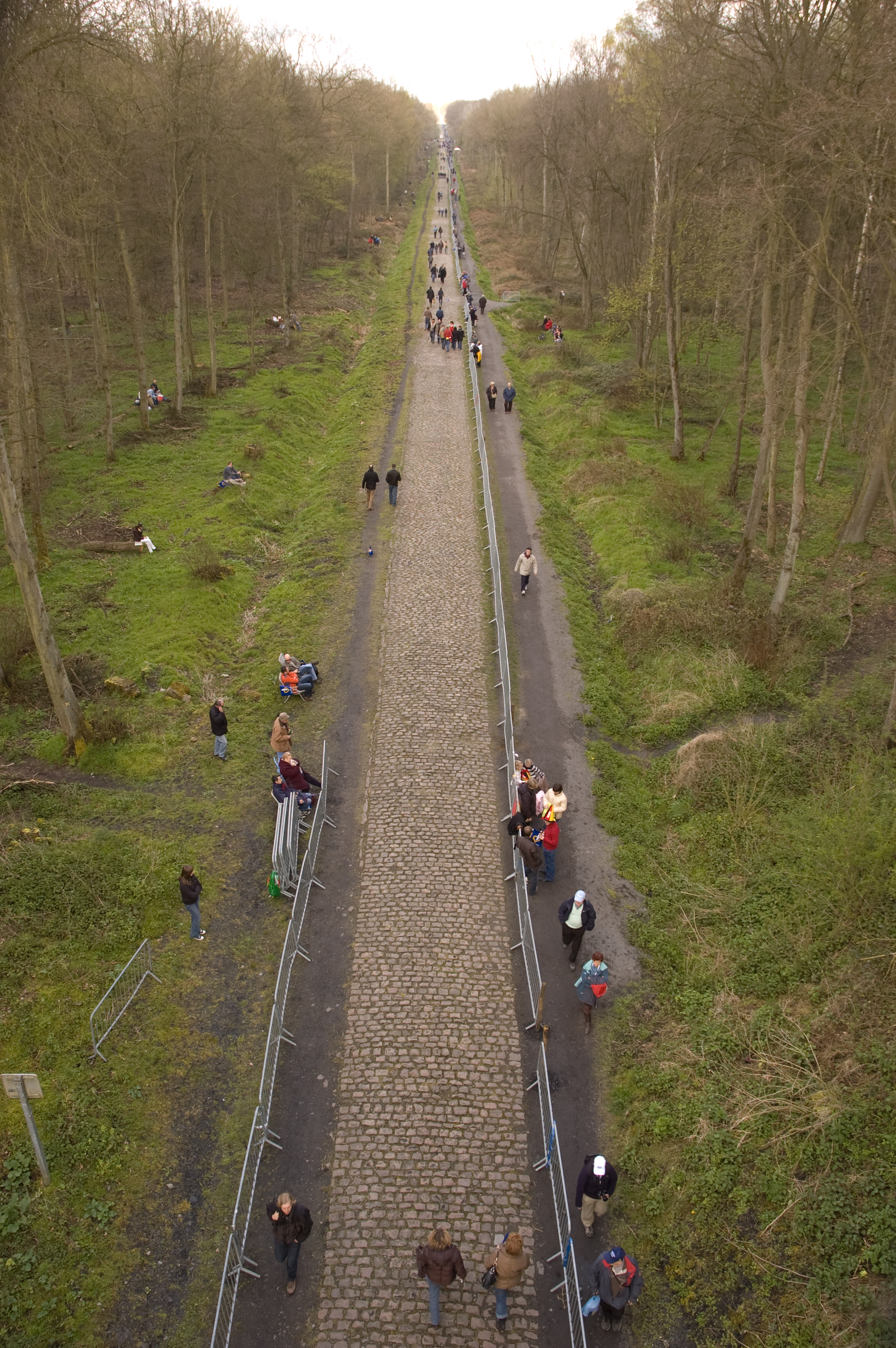
La Trouée d'Arenberg

| Secció | Nom                     | Llargada | Dificultat        |
| ------ | ----------------------- | -------- | ----------------- |
| 18     | Trouée d'Arenberg       | 2 400 m  | * · * · * · * · * |
| 10     | Mons-en-Pévèle          | 3 000 m  | * · * · * · * · * |
| 4      | Carrefour de l'Arbre    | 2 100 m  | * · * · * · * · * |
| 25     | Saint-Python            | 3 700 m  | * · * · * · *     |
| 19     | Haveluy                 | 2 500 m  | * · * · * · *     |
| 17     | Wallers - Hélesmes      | 1 600 m  | * · * · * · *     |
| 6      | Cysoing - Bourghelles   | 1 300 m  | * · * · * · *     |
| 6      | Bourghelles - Wannehain | 1 100 m  | * · * · * · *     |
| 5      | Camphin-en-Pévèle       | 1 800 m  | * · * · * · *     |
| 12     | Orchies                 | 1 700 m  | * · * · *         |

## Llista de guanyadors
| Any                                                           | Vencedor                | Segon                       | Tercer                      |         |
| ------------------------------------------------------------- | ----------------------- | --------------------------- | --------------------------- | ------- |
| 1896                                                          | Josef Fischer           | Charles Meyer               | Maurice Garin               |         |
| 1897                                                          | Maurice Garin           | Mathieu Cordang             | Michel Frédérick            |         |
| 1898                                                          | Maurice Garin           | Auguste Stéphane            | Édouard Wattelier           |         |
| 1899                                                          | Albert Champion         | Paul Bor                    | Ambroise Garin              |         |
| 1900                                                          | Émile Bouhours          | Josef Fischer               | Maurice Garin               |         |
| 1901                                                          | Lucien Lesna            | Ambroise Garin              | Lucien Itsweire             |         |
| 1902                                                          | Lucien Lesna            | Édouard Wattelier           | Ambroise Garin              |         |
| 1903                                                          | Hippolyte Aucouturier   | Claude Chapperon            | Louis Trousselier           |         |
| 1904                                                          | Hippolyte Aucouturier   | César Garin                 | Lucien Pothier              |         |
| 1905                                                          | Louis Trousselier       | René Pottier                | Henri Cornet                |         |
| 1906                                                          | Henri Cornet            | Marcel Cadolle              | René Pottier                |         |
| 1907                                                          | Georges Passerieu       | Cyrille Van Hauwaert        | Louis Trousselier           |         |
| 1908                                                          | Cyrille Van Hauwaert    | Georges Lorgeou             | François Faber              |         |
| 1909                                                          | Octave Lapize           | Louis Trousselier           | Jules Masselis              |         |
| 1910                                                          | Octave Lapize           | Cyrille Van Hauwaert        | Eugène Christophe           |         |
| 1911                                                          | Octave Lapize           | Alphonse Charpiot           | Cyrille Van Hauwaert        |         |
| 1912                                                          | Charles Crupelandt      | Gustave Garrigou            | Maurice Léturgie            |         |
| 1913                                                          | François Faber          | Charles Deruyter            | Charles Crupelandt          |         |
| 1914                                                          | Charles Crupelandt      | Louis Luguet                | Louis Mottiat               |         |
| 1915-1918 No disputada per culpa de la Primera guerra mundial |                         |                             |                             |         |
| 1919                                                          | Henri Pélissier         | Philippe Thys               | Honoré Barthélémy           |         |
| 1920                                                          | Paul Deman              | Eugène Christophe           | Lucien Buysse               |         |
| 1921                                                          | Henri Pélissier         | Francis Pélissier           | Léon Scieur                 |         |
| 1922                                                          | Albert Dejonghe         | Jean Rossius                | Émile Masson                |         |
| 1923                                                          | Heiri Suter             | René Vermandel              | Félix Sellier               |         |
| 1924                                                          | Jules Van Hevel         | Maurice Ville               | Félix Sellier               |         |
| 1925                                                          | Félix Sellier           | Pietro Bestetti             | Jules Van Hevel             |         |
| 1926                                                          | Julien Delbecque        | Gustaaf Van Slembrouck      | Gaston Rebry                |         |
| 1927                                                          | Georges Ronsse          | Joseph Curtel               | Charles Pélissier           |         |
| 1928                                                          | André Leducq            | Georges Ronsse              | Charles Meunier             |         |
| 1929                                                          | Charles Meunier         | Georges Ronsse              | Aimé Déolet                 |         |
| 1930                                                          | Julien Vervaecke        | Jean Maréchal               | Antonin Magne               |         |
| 1931                                                          | Gaston Rebry            | Charles Pélissier           | Émile Decroix               |         |
| 1932                                                          | Romain Gijssels         | Georges Ronsse              | Herbert Sieronski           |         |
| 1933                                                          | Sylvère Maes            | Julien Vervaecke            | Léon Le Calvez              |         |
| 1934                                                          | Gaston Rebry            | Jean Wauters                | Frans Bonduel               |         |
| 1935                                                          | Gaston Rebry            | André Leducq                | Jean Aerts                  |         |
| 1936                                                          | Georges Speicher        | Romain Maes                 | Gaston Rebry                |         |
| 1937                                                          | Jules Rossi             | Albert Hendrickx            | Noël Declercq               |         |
| 1938                                                          | Lucien Storme           | Louis Hardiquest            | Marcel Van Houtte           |         |
| 1939                                                          | Émile Masson junior     | Marcel Kint                 | Roger Lapébie               |         |
| 1940-1942 No disputada per culpa de la Segona guerra mundial  |                         |                             |                             |         |
| 1943                                                          | Marcel Kint             | Jules Lowie                 | Louis Thiétard              |         |
| 1944                                                          | Maurice Desimpelaere    | Jules Rossi                 | Louis Thiétard              |         |
| 1945                                                          | Paul Maye               | Lucien Teisseire            | Kléber Piot                 |         |
| 1946                                                          | Georges Claes           | Louis Gauthier              | Lucien Vlaemynck            |         |
| 1947                                                          | Georges Claes           | Adolf Verschueren           | Louis Thiétard              |         |
| 1948                                                          | Rik Van Steenbergen     | Émile Idée                  | Georges Claes               |         |
| 1949                                                          | Serse Coppi André Mahé  |                             | Frans Leenen                |         |
| 1950                                                          | Fausto Coppi            | Maurice Diot                | Fiorenzo Magni              |         |
| 1951                                                          | Antonio Bevilacqua      | Louison Bobet               | Rik Van Steenbergen         |         |
| 1952                                                          | Rik Van Steenbergen     | Fausto Coppi                | André Mahé                  |         |
| 1953                                                          | Germain Derycke         | Donato Piazza               | Wout Wagtmans               |         |
| 1954                                                          | Raymond Impanis         | Stan Ockers                 | Marcel Rijckaert            |         |
| 1955                                                          | Jean Forestier          | Fausto Coppi                | Louison Bobet               |         |
| 1956                                                          | Louison Bobet           | Alfred De Bruyne            | Jean Forestier              |         |
| 1957                                                          | Alfred De Bruyne        | Rik Van Steenbergen         | Léon Van Daele              |         |
| 1958                                                          | Léon Van Daele          | Miquel Poblet i Orriols     | Rik Van Looy                |         |
| 1959                                                          | Noël Foré               | Gilbert Desmet              | Marcel Janssens             |         |
| 1960                                                          | Pino Cerami             | Tino Sabbadini              | Miquel Poblet i Orriols     |         |
| 1961                                                          | Rik Van Looy            | Marcel Janssens             | René Vanderveken            |         |
| 1962                                                          | Rik Van Looy            | Émile Daems                 | Frans Schoubben             |         |
| 1963                                                          | Émile Daems             | Rik Van Looy                | Jan Janssen                 |         |
| 1964                                                          | Peter Post              | Benoni Beheyt               | Yvo Molenaers               |         |
| 1965                                                          | Rik Van Looy            | Edward Sels                 | Willy Vannitsen             |         |
| 1966                                                          | Felice Gimondi          | Jan Janssen                 | Gustaaf De Smet             |         |
| 1967                                                          | Jan Janssen             | Rik Van Looy                | Rudi Altig                  |         |
| 1968                                                          | Eddy Merckx             | Herman Van Springel         | Walter Godefroot            |         |
| 1969                                                          | Walter Godefroot        | Eddy Merckx                 | Willy Vekemans              |         |
| 1970                                                          | Eddy Merckx             | Roger De Vlaeminck          | Eric Leman                  |         |
| 1971                                                          | Roger Rosiers           | Herman Van Springel         | Marino Basso                |         |
| 1972                                                          | Roger De Vlaeminck      | André Dierickx              | Barry Hoban                 |         |
| 1973                                                          | Eddy Merckx             | Walter Godefroot            | Roger Rosiers               |         |
| 1974                                                          | Roger De Vlaeminck      | Francesco Moser             | Marc Demeyer                |         |
| 1975                                                          | Roger De Vlaeminck      | Eddy Merckx                 | André Dierickx              |         |
| 1976                                                          | Marc Demeyer            | Francesco Moser             | Roger De Vlaeminck          |         |
| 1977                                                          | Roger De Vlaeminck      | Willy Teirlinck             | Freddy Maertens             |         |
| 1978                                                          | Francesco Moser         | Roger De Vlaeminck          | Jan Raas                    |         |
| 1979                                                          | Francesco Moser         | Roger De Vlaeminck          | Hennie Kuiper               |         |
| 1980                                                          | Francesco Moser         | Gilbert Duclos-Lassalle     | Dietrich Thurau             |         |
| 1981                                                          | Bernard Hinault         | Roger De Vlaeminck          | Francesco Moser             |         |
| 1982                                                          | Jan Raas                | Yvon Bertin                 | Gregor Braun                |         |
| 1983                                                          | Hennie Kuiper           | Gilbert Duclos-Lassalle     | Francesco Moser             |         |
| 1984                                                          | Sean Kelly              | Rudy Rogiers                | Alain Bondue                |         |
| 1985                                                          | Marc Madiot             | Bruno Wojtinek              | Sean Kelly                  |         |
| 1986                                                          | Sean Kelly              | Rudy Dhaenens               | Adri van der Poel           |         |
| 1987                                                          | Eric Vanderaerden       | Patrick Versluys            | Rudy Dhaenens               |         |
| 1988                                                          | Dirk Demol              | Thomas Wegmüller            | Laurent Fignon              |         |
| 1989                                                          | Jean-Marie Wampers      | Dirk De Wolf                | Edwig Van Hooydonck         |         |
| 1990                                                          | Eddy Planckaert         | Steve Bauer                 | Edwig Van Hooydonck         |         |
| 1991                                                          | Marc Madiot             | Jean-Claude Colotti         | Carlo Bomans                |         |
| 1992                                                          | Gilbert Duclos-Lassalle | Olaf Ludwig                 | Johan Capiot                |         |
| 1993                                                          | Gilbert Duclos-Lassalle | Franco Ballerini            | Olaf Ludwig                 |         |
| 1994                                                          | Andrei Txmil            | Fabio Baldato               | Franco Ballerini            |         |
| 1995                                                          | Franco Ballerini        | Andrei Txmil                | Johan Museeuw               |         |
| 1996                                                          | Johan Museeuw           | Gianluca Bortolami          | Andrea Tafi                 |         |
| 1997                                                          | Frédéric Guesdon        | Jo Planckaert               | Johan Museeuw               |         |
| 1998                                                          | Franco Ballerini        | Andrea Tafi                 | Wilfried Peeters            |         |
| 1999                                                          | Andrea Tafi             | Wilfried Peeters            | Tom Steels                  |         |
| 2000                                                          | Johan Museeuw           | Peter Van Petegem           | Erik Zabel                  |         |
| 2001                                                          | Servais Knaven          | Johan Museeuw               | Romāns Vainšteins           |         |
| 2002                                                          | Johan Museeuw           | Steffen Wesemann            | Tom Boonen                  |         |
| 2003                                                          | Peter Van Petegem       | Dario Pieri                 | Viatxeslav Iekímov          |         |
| 2004                                                          | Magnus Bäckstedt        | Tristan Hoffman             | Roger Hammond               |         |
| 2005                                                          | Tom Boonen              | George Hincapie             | Joan Antoni Flecha Giannoni |         |
| 2006                                                          | Fabian Cancellara       | Tom Boonen                  | Alessandro Ballan           |         |
| 2007                                                          | Stuart O'Grady          | Joan Antoni Flecha Giannoni | Steffen Wesemann            |         |
| 2008                                                          | Tom Boonen              | Fabian Cancellara           | Alessandro Ballan           |         |
| 2009                                                          | Tom Boonen              | Filippo Pozzato             | Thor Hushovd                |         |
| 2010                                                          | Fabian Cancellara       | Thor Hushovd                | Joan Antoni Flecha Giannoni |         |
| 2011                                                          | Johan Vansummeren       | Fabian Cancellara           | Maarten Tjallingii          |         |
| 2012                                                          | Tom Boonen              | Sébastien Turgot            | Alessandro Ballan           |         |
| 2013                                                          | Fabian Cancellara       | Sep Vanmarcke               | Niki Terpstra               |         |
| 2014                                                          | Niki Terpstra           | John Degenkolb              | Fabian Cancellara           |         |
| 2015                                                          | John Degenkolb          | Zdeněk Štybar               | Greg Van Avermaet           |         |
| 2016                                                          | Mathew Hayman           | Tom Boonen                  | Ian Stannard                |         |
| 2017                                                          | Greg Van Avermaet       | Zdeněk Štybar               | Sebastian Langeveld         |         |
| 2018                                                          | Peter Sagan             | Silvan Dillier              | Niki Terpstra               |         |
| 2019                                                          | Philippe Gilbert        | Nils Politt                 | Yves Lampaert               |         |
| 2020                                                          | suspesa                 | suspesa                     | suspesa                     | suspesa |
| 2021                                                          | Sonny Colbrelli         | Florian Vermeersch          | Mathieu van der Poel        |         |
| 2022                                                          | Dylan van Baarle        | Wout van Aert               | Stefan Küng                 |         |
| 2023                                                          | Mathieu van der Poel    | Jasper Philipsen            | Wout van Aert               |         |
| 2024                                                          | Mathieu van der Poel    | Jasper Philipsen            | Mads Pedersen               |         |
| 2025                                                          | Mathieu van der Poel    | Tadej Pogačar               | Mads Pedersen               |         |

- El 1949 André Mahé va ser el primer corredor a passar la línia, però ho va fer després que uns oficials de cursa el fessin passar per un lloc equivocat, juntament amb altres ciclistes, i va haver d'entrar al velòdrom de Roubaix saltant amb la bicicleta per les grades. Serse Coppi va ser el primer ciclista que va passar la línia havent entrat al velòdrom de la forma convencional, de manera que ambdós ciclistes foren considerats guanyadors.

## Estadístiques
| - Bèlgica: 58 (Philippe Gilbert darrer vencedor el 2019) - França: 28 (Frédéric Guesdon el 1997) - Itàlia: 14 (Sonny Colbrelli el 2021) - Països Baixos: 10 (Mathieu van der Poel el 2025) - Suïssa: 4 (Fabian Cancellara el 2013) - Irlanda: 2 (Sean Kelly el 1986) - Alemanya: 2 (John Degenkolb el 2015) - Austràlia: 2 (Mathew Hayman el 2016) - Luxemburg: 1 (François Faber el 1913) - Rússia: 1 (Andrei Txmil el 1994) - Suècia: 1 (Magnus Bäckstedt el 2004) - Eslovàquia: 1 (Peter Sagan el 2018) - 47,802 km/h ( Mathieu van der Poel, 2024, 259,7 km) - 46,841 km/h ( Mathieu van der Poel, 2023, 256,6 km) - 45,792 km/h ( Dylan van Baarle, 2022, 257,2 km) - 45,204 km/h ( Greg Van Avermaet, 2017, 257,0 km) - 45,129 km/h ( Peter Post, 1964, 265,0 km) - 44,190 km/h ( Fabian Cancellara, 2013, 254,5 km) - 43,907 km/h ( Mathew Hayman, 2016, 257,5 km) - 43,612 km/h ( Rik van Steenbergen, 1948, 246 km) - 43,547 km/h ( Peter Sagan, 2018, 246 km) - 43,538 km/h ( Pino Cerami, 1960, 262,5 km) - 43,522 km/h ( Germain Derijcke, 1953, 245 km) | - 4 victòries (2) : - Roger de Vlaeminck (1972, 1974, 1975, 1977) - Tom Boonen (2005, 2008, 2009, 2012) - 3 victòries (8) : - Octave Lapize (1909, 1910, 1911) - Gaston Rebry (1931, 1934, 1935) - Rik van Looy (1961, 1962, 1965) - Eddy Merckx (1968, 1970, 1973) - Francesco Moser (1978, 1979, 1980) - Johan Museeuw (1996, 2000, 2002) - Fabian Cancellara (2006, 2010, 2013) - Mathieu van der Poel (2023, 2024, 2025) - 2 victòries (11) : - Maurice Garin (1897, 1898) - Lucien Lesna (1901, 1902) - Hippolyte Aucouturier (1903, 1904) - Charles Crupelandt (1912, 1914) - Henri Pélissier (1919, 1921) - Georges Claes (1946, 1947) - Rik van Steenbergen (1948, 1952) - Sean Kelly (1984, 1986) - Marc Madiot (1985, 1991) - Gilbert Duclos-Lassalle (1992, 1993) - Franco Ballerini (1995, 1998) |